# Karl Guilleaume
Franz Karl Guilleaume (* 1789 in Solingen; † 1837) war ein deutscher Unternehmer im Bereich der Hanfseil-, Draht- und Stahlseilproduktion. Er wird „der Ältere“ genannt, um ihn von seinem Enkel Franz Carl Guilleaume (1834–1887) zu unterscheiden.
Guilleaume war ein Sohn von Christoph Guilleaume (1741–1804), einem Notar in Solingen, Hilden und Haan, und dessen Gemahlin Theresia, geb. Bock.
Er war mit Christina Felten (1788–1853) verheiratet, Tochter von Johann Theodor Felten (1747–1827; Seilermeister und Fabrikant in Köln) und dessen Gemahlin Elisabeth, geb. Fischer. Dieser Ehe entstammten die Kinder Johann Theodor Guilleaume (1812–1879) und Carl August Guilleaume (* 1820).
Guilleaume war zunächst Apotheker und Chemiker in Denklingen. Sein Schwiegervater Theodor Felten war seit dem Ende des 18. Jahrhunderts Seilermeister in Köln und produzierte Kordel, Bindfäden und leichte Seile, belieferte andere Seiler mit Rohmaterial und beschäftigte diese im Verlagssystem. Die Ursprünge dieser Seilerei sind bis in das Jahr 1682 nachweisbar. Nachdem Feltens letzter Sohn Adolf gestorben war, nahm Felten um 1820 den Schwiegersohn Karl Guilleaume in den Betrieb auf. Theodor Felten und Guilleaume gründeten 1826 das Unternehmen „Theodor Felten & Guilleaume“.

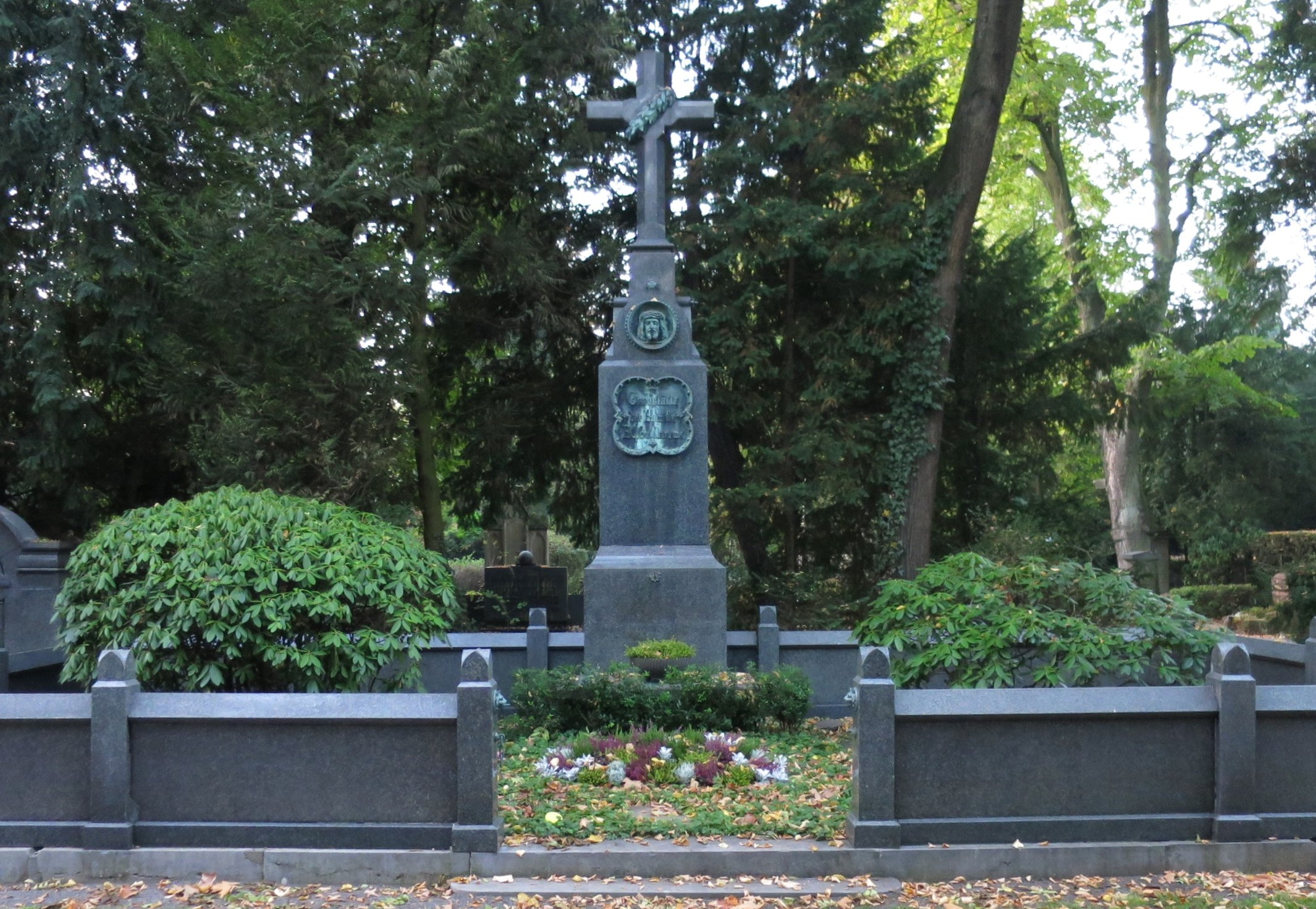
Familiengrabstätte Franz Carl Guilleaume

Im Jahre 1827, ein Jahr nach dem Tod von Felten, erweiterte Guilleaume das Unternehmen in technischer und räumlicher Hinsicht; durch den Einsatz von Maschinen entstanden industrielle Produktionsweisen. Im Jahre 1835 begann das Unternehmen die Produktion von Drahtseilen zur Nutzung im Bergbau. Damit wurde die Grundlage gelegt für den wirtschaftlichen Erfolg von Felten & Guilleaume in den Bereichen der Draht-, Stahlseil- und Kabelproduktion.
Guilleaume war ältester Kirchrat von St. Alban/Köln und Stadtrat in Köln. Seine Grabstätte befindet sich auf dem Kölner Friedhof Melaten (MA, zwischen Lit. G+R).